# Liste der Biografien/Karj
Liste der Biografien |
Portal Biografien |
Personensuche
# |
A |
B |
C |
D |
E |
F |
G |
H |
I |
J |
K |
L |
M |
N |
O |
P |
Q |
R |
S |
T |
U |
V |
W |
X |
Y |
Z |
?
 
Ka |
Kb |
Kc |
Kd |
Ke |
Kf |
Kg |
Kh |
Ki |
Kj |
Kl |
Km |
Kn |
Ko |
Kp |
Kr |
Ks |
Kt |
Ku |
Kv |
Kw |
Ky |
Kx |
Kz
 
Kaa–Kag |
Kah |
Kai |
Kaj |
Kak |
Kal |
Kam |
Kan |
Kao |
Kap |
Kar |
Kas |
Kat |
Kau |
Kav |
Kaw |
Kay |
Kaz
 
Kara |
Karb |
Karc |
Kard |
Kare |
Karf |
Karg |
Karh |
Kari |
Karj |
Kark |
Karl |
Karm |
Karn |
Karo |
Karp |
Karr |
Kars |
Kart |
Karu |
Karv |
Karw |
Kary |
Karz
Die Liste der Biografien führt alle Personen auf, die in der deutschsprachigen Wikipedia einen Artikel haben. Dieses ist eine Teilliste mit 17 Einträgen von Personen, deren Namen mit den Buchstaben „Karj“ beginnt.

## Karj

### Karja
- Karja, Kirke (* 1989), estnische Jazz- und Improvisationsmusikerin (Piano, Komposition)
- Karjakin, Sergei Alexandrowitsch (* 1990), russischer, früher ukrainischer SchachgroßmeisterSergei Alexandrowitsch Karjakin (* 1990)

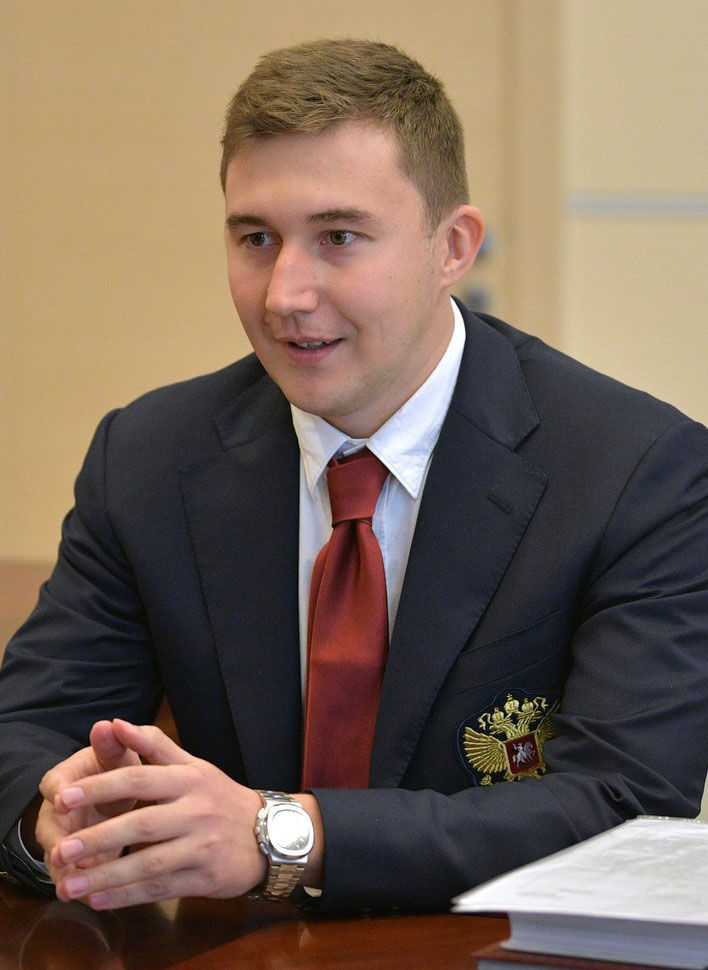
Sergei Alexandrowitsch Karjakin (* 1990)

- Karjakin, Sergei Witaljewitsch (* 1981), russischer Biathlet
- Karjalainen, Ahti (1923–1990), finnischer Politiker (Zentrum), Mitglied des Reichstags
- Karjalainen, Anna (* 1992), finnische Gitarristin
- Karjalainen, Eetu (1895–1965), finnischer Politiker, Mitglied des Reichstags, Minister für Verkehr und öffentliche Arbeiten
- Karjalainen, Henri (* 1986), finnischer Autorennfahrer
- Karjalainen, J. (* 1957), finnischer Sänger und Musiker
- Karjalainen, Jesper (* 1993), schwedischer E-Sportler
- Karjalainen, Joni (* 1987), finnischer Nordischer Kombinierer
- Karjalainen, Jouko (* 1956), finnischer Nordischer Kombinierer
- Karjalainen, Kaisa (* 1993), finnische Musikerin und Singer-Songwriterin
- Karjalainen, Matti Antero (1946–2010), finnischer Pionier von Sprachsynthese, Sprachanalyse, Sprachtechnologie, digitale Signalverarbeitung, Psychoakustik
- Karjalainen, Olli-Pekka (* 1980), finnischer Hammerwerfer
- Karjalainen, Osmo (1940–2013), finnischer Skilangläufer
- Karjalainen, Rasmus (* 1996), finnischer Fußballspieler

### Karjo
- Karjohn, Kristal (* 1984), jamaikanische Badmintonspielerin